# Coregonus ussuriensis
Coregonus ussuriensis is een straalvinnige vissensoort uit de familie van zalmen (Salmonidae) en de onderfamilie van de houtingen. De wetenschappelijke naam van de soort is voor het eerst geldig gepubliceerd in 1906 door Lev Semenovich Berg. De vis komt voor in het noordoosten van Azië.(BHL)

## Kenmerken
Het is een soort houting die maximaal 60 cm lang kan worden en het hoogst gemeten gewicht is 2,1 kg. De vis is grijsgroen op de rug en zilverwit op de flanken. De rug- en staartvin hebben een bleekgele tint, de buik- en borstvinnen zijn grijsgeel. De vis heeft een relatief grote, brede bovenkaak.

## Verspreiding
De vis is endemisch in de midden- en benedenlopen van de Amoer en de Oessoeri, het Chankameer en de riviermonding van de Amoer en het zuiden van de Zee van Ochotsk.